# Seimunds papegaaiduif
De Seimunds papegaaiduif (Treron seimundi) is een vogel uit de familie Columbidae (duiven). Deze vogel is in 1910 beschreven door de Britse zoöloog H.C. Robinson, die de vogel noemde naar zijn assistent Eibert Seimund.

## Verspreiding en leefgebied
Deze soort komt voor in Zuidoost-Azië en telt twee ondersoorten:
- T. s. modestus: Laos en Vietnam.
- T. s. seimundi: het zuidelijke deel van Centraal-Maleisië